# Arthur Barnard
Arthur Barnard (Seattle, Washington; 10 de marzo de 1929-1 de mayo de 2018) fue un atleta estadounidense, especialista en la prueba de 110 m vallas en la que llegó a ser medallista de bronce olímpico en 1952.

## Carrera deportiva
En los JJ. OO. de Helsinki 1952 ganó la medalla de bronce en los 110 m vallas, corriéndolos en un tiempo de 14.1 segundos, llegando a meta tras sus compatriotas Harrison Dillard y Jack Davis, ambos con 13.7 segundos.